# آلکووا (وایومینگ)
آلکووا(به انگلیسی: Alcova) شهری در ایالت وایومینگ کشور ایالات متحده آمریکا است که جمعیت آن در سرشماری سال ۲۰۱۰ میلادی، ۷۶ نفر بوده‌است.